# NGC 1323
NGC 1323 是位於波江座南部的一個透鏡狀星系。据估计该天体距離银河系約2.66 亿光年，跨度约为 70,000 光年。该天体于1849年12月19日由愛爾蘭物理學家乔治·约翰斯通·斯托尼所发现。